# ESSA-2
ESSA-2 – amerykański satelita meteorologiczny, który został opracowany w oparciu o projekt satelitów typu TIROS i kontynuował ich misję dostarczania zdjęć telewizyjnych całej dziennej półkuli Ziemi.

## Budowa i działanie

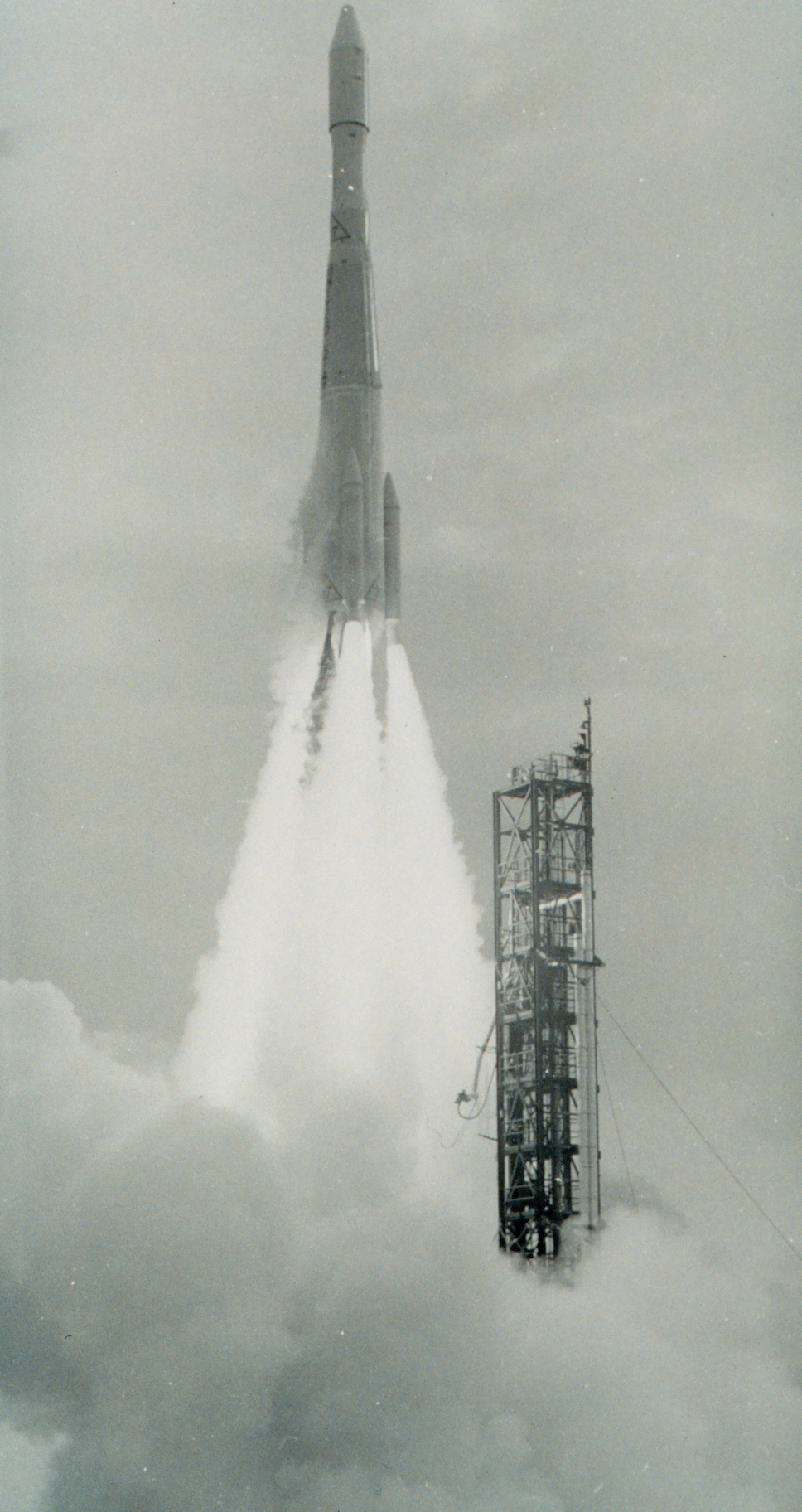
Start rakiety Thor Delta E z satelitą ESSA-2 na pokładzie, 28 lutego 1966 roku

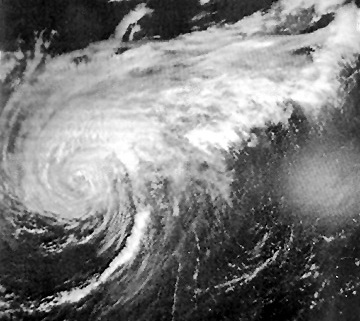
Huragan Faith u wybrzeży Karoliny Północnej sfotografowany przez satelitę ESSA-2, 1 września 1966 roku

Szkielet satelity wykonano z aluminium i stali nierdzewnej. Kadłub miał kształt graniastosłupa o podstawie osiemnastokątnej. Energii satelicie dostarczało 10 tysięcy ogniw fotowoltaicznych o wymiarach 1x2 cm rozmieszczonych na jego bokach, które służyły do ładowania 21 akumulatorów NiCd. Stabilizację na orbicie zapewniał ruch obrotowy o prędkości 9,2 obrotu na minutę, utrzymywany przez magnetyczny system kontroli położenia (Magnetic Attitude Spin Coil, MASC). Jego układem wykonawczym była cewka, a konieczny dla kontroli pozycji moment obrotowy wytwarzała interakcja ziemskiego pola magnetycznego z polem magnetycznym (prądem) zaindukowanym w statku. Dodatkowy system stabilizacji zapewniało pięć stałopędnych silniczków zamontowanych na obwodzie jego spodu.
Do łączności z Ziemią używano pojedynczej anteny monopolowej. Umieszczona była na szczycie statku. Dwie anteny dipolowe (4 pręty wystające ze spodu statku) służyły do nadawania telemetrii. Kamery wyzwalały się automatycznie po wejściu Ziemi w pole widzenia. Zdjęcia były przesyłane bezpośrednio na Ziemię lub nagrywane na rejestratorze. Statek wyposażono w dwie bliźniacze niezależne szerokokątne kamery telewizyjne typu Vidicon. Zespoły te mogły pracować jednocześnie lub na zmianę.
We wrześniu 1966 roku monitorował na Atlantyku zbliżający się do wybrzeża Stanów Zjednoczonych huragan Faith. Satelita działał poprawnie do 20 marca 1970 roku, kiedy to tymczasowo został przełączony na tryb nieaktywny z powodu zakłóceń w komunikacji z Ziemią, które powodował wobec wyniesionego na orbitę w 1970 roku satelity meteorologicznego ITOS 1. Ostateczna dezaktywacja nastąpiła 16 października 1970 roku.